# Tholera clausa
Tholera clausa är en fjärilsart som beskrevs av Taco Hajo van Wisselingh 1963. Tholera clausa ingår i släktet Tholera och familjen nattflyn. Inga underarter finns listade i Catalogue of Life.